# Telecommunications Industry Association
Telecommunications Industry Association (Stowarzyszenie Przemysłu Telekomunikacyjnego, TIA) to organizacja normalizacyjna zrzeszająca przeszło 1100 firm, głównie amerykańskich, zajmujących się telekomunikacją, obróbką i przesyłem danych. Powstałe w roku 1998 stowarzyszenie skupia się głównie na standardach dotyczących urządzeń telekomunikacyjnych a zwłaszcza na normach dotyczących przewodów i okablowania.